# بايرنايجاس
بلدية بايرنايجاس (بالإسبانية: Piérnigas)‏، هي إحدى بلديات مقاطعة برغش، التي تقع في منطقة قشتالة وليون، والتي تقع في شمال غرب إسبانيا.
يبلغ عدد سكانها 42 نسمة وفقاً لإحصائية سنة (2002).